# Río Niuya
El río Njuja (también transliterado como Nyuya o Niuya) (del ruso: Нюя) es un río ruso localizado en la Siberia asiática, un afluente por la izquierda del río Lena en el inicio de su curso medio. Tiene una longitud de 798 km y drna una cuenca de 38.100 km² (un poco más pequeña que Suiza y mayor que Guinea-Bisáu y Taiwán).
Administrativamente, el río Muna discurre íntegramente por la república de Saja de la Federación de Rusia.

## Geografía
Se origina en el extremo suroeste de la meseta del Lena, y discurre en dirección O-E. En su tramo final, describe durante unos cientos de kilómetros un curso más o menos paralelo al del río Lena, en el que acaba desembocando cerca del pequeño asentamiento homónimo de Njuja, unos 84 km aguas abajo de la ciudad de Lensk (el primer puerto fluvial del curso alto del Lena que tenía 24.500 habitantes en 2007). Sus principales afluentes provienen todos de la vertiente izquierda, ya que la derecha está muy próxima al cauce del Lena: son los ríos Tympyčan, Chamaky, Ulachan-Murbajy (gran Murbajy), Oččuguj Murbajy (pequeño Murbajy) y Betinče.
El río está helado desde octubre a mayo. En su curso no hay ningún centro urbano de importancia, salvo en su desembocadura. 